# Eswatini tại Thế vận hội
Eswatini tham dự Thế vận hội lần đầu tiên năm 1972 (với tên gọi "Swaziland"). Quốc gia này không xuất hiện tại hai kỳ tiếp sau đó và tham gia trở lại tại Thế vận hội Mùa hè 1984 ở Los Angeles; từ đó tới nay liên tục gửi các vận động viên (VĐV) tới các kỳ đại hội. Eswatini từng tham gia Thế vận hội Mùa đông một lần duy nhất năm 1992. Nước này chưa có huy chương Thế vận hội.
Hiệp hội Olympic và thể thao Khối Thịnh vượng chung của Eswatini (tên cũ là "Hiệp hội Olympic và thể thao Khối Thịnh vượng chung của Swaziland") đại diện cho Eswatini kể từ năm 1972.

## Bảng huy chương

### Huy chương tại các kỳ Thế vận hội Mùa hè
| Thế vận hội         | Số VĐV        | Số VĐV theo môn | Số VĐV theo môn | Số VĐV theo môn | Số VĐV theo môn | Số VĐV theo môn | Số VĐV theo môn | Huy chương    | Huy chương    | Huy chương    | Tổng số       |
| Thế vận hội         | Số VĐV        | Điền kinh       | Quyền Anh       | Bắn súng        | Bơi lội         | Taekwondo       | Cử tạ           |               |               |               | Tổng số       |
| ------------------- | ------------- | --------------- | --------------- | --------------- | --------------- | --------------- | --------------- | ------------- | ------------- | ------------- | ------------- |
| 1896–1968           | không tham dự | không tham dự   | không tham dự   | không tham dự   | không tham dự   | không tham dự   | không tham dự   | không tham dự | không tham dự | không tham dự | không tham dự |
| München 1972        | 2             | 1               |                 | 1               |                 |                 |                 | 0             | 0             | 0             | 0             |
| Montréal 1976       | không tham dự |                 |                 |                 |                 |                 |                 |               |               |               |               |
| Moskva 1980         | không tham dự |                 |                 |                 |                 |                 |                 |               |               |               |               |
| Los Angeles 1984    | 8             | 3               | 3               |                 | 1               |                 | 1               | 0             | 0             | 0             | 0             |
| Seoul 1988          | 11            | 5               | 2               |                 | 2               |                 | 2               | 0             | 0             | 0             | 0             |
| Barcelona 1992      | 6             | 5               | 1               |                 |                 |                 |                 | 0             | 0             | 0             | 0             |
| Atlanta 1996        | 6             | 4               | 1               |                 | 1               |                 |                 | 0             | 0             | 0             | 0             |
| Sydney 2000         | 6             | 2               | 1               |                 | 2               | 1               |                 | 0             | 0             | 0             | 0             |
| Athens 2004         | 3             | 2               |                 |                 | 1               |                 |                 | 0             | 0             | 0             | 0             |
| Bắc Kinh 2008       | 4             | 2               |                 |                 | 2               |                 |                 | 0             | 0             | 0             | 0             |
| Luân Đôn 2012       | 3             | 2               |                 |                 | 1               |                 |                 | 0             | 0             | 0             | 0             |
| Rio de Janeiro 2016 | 2             | 2               |                 |                 |                 |                 |                 | 0             | 0             | 0             | 0             |
| Tổng số             | Tổng số       | Tổng số         | Tổng số         | Tổng số         | Tổng số         | Tổng số         | Tổng số         | 0             | 0             | 0             | 0             |

### Huy chương tại các kỳ Thế vận hội Mùa đông
| Thế vận hội      | Số VĐV        | Số VĐV theo môn    | Huy chương    | Huy chương    | Huy chương    | Tổng số       |
| Thế vận hội      | Số VĐV        | Trượt tuyết đổ đèo |               |               |               | Tổng số       |
| ---------------- | ------------- | ------------------ | ------------- | ------------- | ------------- | ------------- |
| 1924–1988        | không tham dự | không tham dự      | không tham dự | không tham dự | không tham dự | không tham dự |
| Albertville 1992 | 1             | 1                  | 0             | 0             | 0             | 0             |
| Tổng số          | Tổng số       | Tổng số            | 0             | 0             | 0             | 0             |